# Liste der Kulturdenkmale in Schleife
In der Liste der Kulturdenkmale in Schleife sind die Kulturdenkmale der sächsischen Gemeinde Schleife verzeichnet, die bis Februar 2019 vom Landesamt für Denkmalpflege Sachsen erfasst wurden (ohne archäologische Kulturdenkmale). Die Anmerkungen sind zu beachten.
Diese Aufzählung ist eine Teilmenge der Liste der Kulturdenkmale im Landkreis Görlitz.

## Schleife
| Bild                                    | Bezeichnung | Lage                             | Datierung                                                                                                 | Beschreibung | ID       |
| --------------------------------------- | --- | -------------------------------- | --- | --- | -------- |
| Weitere Bilder                          | Empfangsgebäude des Bahnhofs und zwei weitere Gebäude, durch niedrigen Bau miteinander verbunden                   | Bahnhofstraße 1, 3 (Karte)       | 1890er Jahre                                                                                              | Bahnstrecke Berlin–Görlitz; eisenbahngeschichtlich und ortsgeschichtlich von Bedeutung                                           | 09285642 |
| Weitere Bilder                          | Wohnhaus in offener Bebauung und Nebengebäude                                                                      | Bahnhofstraße 9 (Karte)          | 1920 | Regionaltypische Ziegelbauweise, baugeschichtlich von Bedeutung                                                                  | 09285640 |
| Weitere Bilder                          | Denkmal für die Gefallenen von 1870/1871                                                                           | Friedensstraße (Karte)           | 1912 | Geschichtlich von Bedeutung | 09299971 |
|                                         | Gedenkstein mit Inschrift „Zur Erinnerung an den Napoleonischen Angriff 1870“                                      | Friedensstraße (Karte)           | Nach 1870                                                                                                 | Inschrift (deutsch/sorbisch): 2.9.70 So Endete Der Angriff Napoleons! Bohu džak ſa dobyće pod Sedan; geschichtlich von Bedeutung | 09299972 |
| Weitere Bilder                          | Denkmal für die Gefallenen des Ersten Weltkrieges                                                                  | Friedensstraße (Karte)           | Nach 1918                                                                                                 | Ortsgeschichtlich von Bedeutung                                                                                                  | 09285655 |
|                                         | Wohnhaus eines Bauernhofes                                                                                         | Friedensstraße 18 (Karte)        | 1920 | Gelber Klinkerbau mit roten Blendziegeln und Tordurchfahrt, baugeschichtlich und straßenbildprägend von Bedeutung                | 09285669 |
|                                         | Wohnhaus, Scheune und zwei Seitengebäude eines Vierseithofes                                                       | Friedensstraße 19 (Karte)        | Ende 19. Jahrhundert                                                                                      | Klinkerbau mit Tordurchfahrt, baugeschichtlich und wirtschaftsgeschichtlich von Bedeutung                                        | 09285670 |
|                                         | Wohnhaus eines Bauernhofes und Einfriedung                                                                         | Friedensstraße 21 (Karte)        | Um 1900                                                                                                   | Wohnhaus Klinkerbau mit übergiebeltem Mittelrisalit und Tordurchfahrt, baugeschichtlich von Bedeutung                            | 09285668 |
|                                         | Wohnhaus, rechtes Seitengebäude und Hofmauer eines Bauernhofes                                                     | Friedensstraße 22 (Karte)        | Um 1910                                                                                                   | Wohnhaus mit seitlicher Tordurchfahrt, baugeschichtlich von Bedeutung                                                            | 09285667 |
|                                         | Wohnhaus, Stallgebäude (links neben Wohnhaus) mit hofseitiger hölzerner Galerie und Taubenhaus eines Vierseithofes | Friedensstraße 28 (Karte)        | Anfang 19. Jahrhundert (Galerie); 19. Jahrhundert (Taubenhaus); um 1910/1915 (Bauernhaus)                 | Baugeschichtlich und wirtschaftsgeschichtlich von Bedeutung                                                                      | 09285666 |
| Weitere Bilder                          | Schornstein als Relikt einer Brauerei                                                                              | Friedensstraße 29 (Karte)        | Um 1900                                                                                                   | Gelber Klinkerschornstein, baugeschichtlich und ortsgeschichtlich von Bedeutung                                                  | 08951464 |
|                                         | Wohnstallhaus eines Vierseithofes                                                                                  | Friedensstraße 33a (Karte)       | Um 1910                                                                                                   | Klinker, braun mit gelben Blendern, baugeschichtlich von Bedeutung                                                               | 09285665 |
|                                         | Wohnhaus, zwei Seitengebäude und Scheune eines Vierseithofes                                                       | Friedensstraße 35 (Karte)        | Nach 1900                                                                                                 | Baugeschichtlich und wirtschaftsgeschichtlich von Bedeutung                                                                      | 09285664 |
| Weitere Bilder                          | Adler-Medaillon | Friedensstraße 36 (Karte)        | 1892 | Künstlerisch von Bedeutung | 08951465 |
|                                         | Wohnhaus und angebautes Nebengebäude                                                                               | Friedensstraße 39, 39b (Karte)   | Um 1880/1890                                                                                              | Nebengebäude mit Hofdurchfahrt, baugeschichtlich von Bedeutung                                                                   | 09285659 |
|                                         | Wohnhaus, Einfriedung und Schrotholzscheune eines Vierseithofes                                                    | Friedensstraße 41 (Karte)        | Um 1905                                                                                                   | Wohnhaus Klinkerbau mit seitlicher Tordurchfahrt, baugeschichtlich und wirtschaftsgeschichtlich von Bedeutung                    | 09285663 |
|                                         | Ländliches Wohnhaus mit Toreinfahrt                                                                                | Friedensstraße 42 (Karte)        | Um 1900                                                                                                   | Gelber Klinkerbau, baugeschichtlich von Bedeutung                                                                                | 08951466 |
|                                         | Schrotholzhaus | Friedensstraße 43 (Karte)        | Um 1850                                                                                                   | Baugeschichtlich und sozialgeschichtlich von Bedeutung                                                                           | 09285662 |
|                                         | Wohnhaus mit Hofdurchfahrt und drei Seitengebäude eines Vierseithofes                                              | Friedensstraße 45 (Karte)        | Bezeichnet mit 1921                                                                                       | Baugeschichtlich und wirtschaftsgeschichtlich von Bedeutung                                                                      | 09285661 |
|                                         | Wohnhaus und drei Seitengebäude eines Vierseithofes                                                                | Friedensstraße 49 (Karte)        | Ende 19. Jahrhundert                                                                                      | Baugeschichtlich und wirtschaftsgeschichtlich von Bedeutung                                                                      | 09285644 |
| Weitere Bilder                          | Kirche, vier Grabmale und zwei mittelalterliche Steinkreuze an der Außenwand der Kirche                            | Friedensstraße 66 (Karte)        | Kern vermutlich 14. Jahrhundert (Kirche); 15./16. Jahrhundert (Steinkreuz); 17./18. Jahrhundert (Grabmal) | Baugeschichtlich und ortsgeschichtlich von Bedeutung                                                                             | 09285656 |
| Direkt Bild zu diesem Denkmal hochladen | Pfarrhaus, Pfarrscheune und Seitengebäude                                                                          | Friedensstraße 68 (Karte)        | Bezeichnet mit 1849 (Pfarrscheune); um 1865 (Pfarrhaus)                                                   | Baugeschichtlich und ortsgeschichtlich von Bedeutung                                                                             | 09285657 |
|                                         | Wohnhaus und zwei Seitengebäude eines Dreiseithofes                                                                | Friedensstraße 71 (Karte)        | 1947 | Baugeschichtlich und wirtschaftsgeschichtlich von Bedeutung                                                                      | 09285658 |
| Weitere Bilder                          | Schrotholzscheune                                                                                                  | Friedensstraße 78 (Karte)        | Um 1700                                                                                                   | Zum Teil Fachwerk mit Ziegelausfachung, am Haupthaus Schild „ebenezer“                                                           | 09285652 |
|                                         | Wohnhaus (nur rechter Teil) eines Vierseithofes                                                                    | Friedensstraße 79 (Karte)        | Bezeichnet mit 1919                                                                                       | Rote Klinker mit gelben Blendern, baugeschichtlich von Bedeutung                                                                 | 09285651 |
|                                         | Wohnhaus und Stallgebäude eines Dreiseithofes                                                                      | Friedensstraße 81 (Karte)        | Um 1920                                                                                                   | Wohnhaus mit Hofdurchfahrt, baugeschichtlich und wirtschaftsgeschichtlich von Bedeutung                                          | 09285650 |
|                                         | Schulgebäude (ohne Anbau)                                                                                          | Friedensstraße 83 (Karte)        | 1929 | Baugeschichtlich und ortsgeschichtlich von Bedeutung                                                                             | 08951467 |
|                                         | Landwarenhaus | Friedensstraße 93 (Karte)        | 1956 | Mit Dachhäuschen und originalen Fenstergittern, baugeschichtlich und ortsgeschichtlich von Bedeutung                             | 09285643 |
|                                         | Friedhofskapelle und Denkmal für die Gefallenen des Zweiten Weltkrieges                                            | Groß Dübener Weg (Karte)         | Nach 1945 (Kriegerdenkmal); bezeichnet mit 1960 (Friedhofskapelle)                                        | Baugeschichtlich und ortsgeschichtlich von Bedeutung                                                                             | 08951463 |
| Weitere Bilder                          | Wohnhaus und kleines Seitengebäude                                                                                 | Halbendorfer Weg 6 (Karte)       | Um 1905                                                                                                   | Gelbe Klinker mit roten Blendziegeln, baugeschichtlich von Bedeutung                                                             | 09285660 |
| Direkt Bild zu diesem Denkmal hochladen | Forsthaus, Scheune mit Schrotholzanbau und Seitengebäude                                                           | Hoyerswerdaer Straße 105 (Karte) | Ende 19. Jahrhundert                                                                                      | Baugeschichtlich von Bedeutung                                                                                                   | 09285647 |
| Direkt Bild zu diesem Denkmal hochladen | Wohnhaus und Seitengebäude                                                                                         | Mulkwitzer Weg 7 (Karte)         | 1925 | Klinker, baugeschichtlich von Bedeutung                                                                                          | 09285641 |
|                                         | Villa | Neustädter Straße 14b (Karte)    | Um 1920                                                                                                   | Mit Klinkerblendern, baugeschichtlich von Bedeutung                                                                              | 09285648 |
| Direkt Bild zu diesem Denkmal hochladen | Wohnhaus eines Vierseithofes, nur linker Teil                                                                      | Spremberger Straße 9 (Karte)     | Bezeichnet mit 1893                                                                                       | Baugeschichtlich von Bedeutung                                                                                                   | 09285646 |
|                                         | Wohnhaus | Spremberger Straße 24 (Karte)    | Um 1900                                                                                                   | Gelbe Klinker mit roten Blendern, baugeschichtlich von Bedeutung                                                                 | 09285645 |
| Direkt Bild zu diesem Denkmal hochladen | Schrotholzscheune                                                                                                  | Werksweg 7 (Karte)               | Vor 1850                                                                                                  | Baugeschichtlich und wirtschaftsgeschichtlich von Bedeutung                                                                      | 09285649 |

## Mulkwitz
| Bild           | Bezeichnung                                                                | Lage                         | Datierung          | Beschreibung                                                     | ID       |
| -------------- | -------------------------------------------------------------------------- | ---------------------------- | ------------------ | ---------------------------------------------------------------- | -------- |
|                | Wohnhaus und zwei Seitengebäude eines Bauernhofes                          | Dorfstraße 8 (Karte)         | Nach 1900          | Klinkerbau, baugeschichtlich von Bedeutung                       | 09288257 |
| Weitere Bilder | Wohnhaus, Scheune und zwei Seitengebäude eines Vierseithofes               | Dorfstraße 11 (Karte)        | Um 1900            | Baugeschichtlich und wirtschaftsgeschichtlich von Bedeutung      | 09288256 |
| Weitere Bilder | Friedhofskapelle                                                           | Friedhofsweg (Karte)         | Um 1900            | Klinkerbau, baugeschichtlich und ortsgeschichtlich von Bedeutung | 09288253 |
|                | Denkmale für die Gefallenen des Ersten Weltkrieges und Zweiten Weltkrieges | Mühlroser Straße (Karte)     | Um 1920; nach 1945 | Geschichtlich von Bedeutung                                      | 09288259 |
|                | Wohnhaus eines Bauernhofes                                                 | Mühlroser Straße 37a (Karte) | Nach 1900          | Baugeschichtlich von Bedeutung                                   | 09288255 |
|                | Wohnhaus eines Bauernhofes                                                 | Mühlroser Straße 38 (Karte)  | Nach 1900          | Baugeschichtlich von Bedeutung                                   | 09288254 |

## Rohne
| Bild                                    | Bezeichnung | Lage                         | Datierung                                                              | Beschreibung | ID       |
| --------------------------------------- | --- | ---------------------------- | ---------------------------------------------------------------------- | --- | -------- |
|                                         | Spritzenhaus | (Dorfplatz) (Karte)          | 1920er Jahre                                                           | Gelber Klinker, ortsgeschichtlich von Bedeutung | 09288227 |
|                                         | Wohnhaus und Scheune | Dorfstraße 11 (Karte)        | Um 1900                                                                | Baugeschichtlich und wirtschaftsgeschichtlich von Bedeutung | 09288238 |
| Weitere Bilder                          | Wohnhaus und drei Seitengebäude eines Vierseithofes | Dorfstraße 32 (Karte)        | 1920er Jahre                                                           | Baugeschichtlich und wirtschaftsgeschichtlich von Bedeutung | 09288234 |
|                                         | Wohnhaus eines Bauernhofes | Dorfstraße 53 (Karte)        | 1. Hälfte 19. Jahrhundert                                              | Baugeschichtlich von Bedeutung | 09288251 |
|                                         | Wohnhaus und drei Seitengebäude eines Vierseithofes | Dorfstraße 60 (Karte)        | 1920er Jahre                                                           | Gelber Klinker, korrespondiert mit Nr. 32, baugeschichtlich und wirtschaftsgeschichtlich von Bedeutung | 08951462 |
|                                         | Schrotholzhaus und Schrotholzscheune | Dorfstraße 61 (Karte)        | Anfang 19. Jahrhundert                                                 | Baugeschichtlich und sozialgeschichtlich von Bedeutung | 09288235 |
| Direkt Bild zu diesem Denkmal hochladen | Wohnhaus und drei Seitengebäude eines Bauernhofes | Dorfstraße 79 (Karte)        | Um 1900                                                                | Baugeschichtlich und wirtschaftsgeschichtlich von Bedeutung | 09288239 |
| Direkt Bild zu diesem Denkmal hochladen | Wohnhaus eines Bauernhofes | Gartenstraße 93 (Karte)      | Um 1900                                                                | Roter mit gelbem Klinker, baugeschichtlich von Bedeutung | 09288233 |
| Direkt Bild zu diesem Denkmal hochladen | Gasthof | Mühlweg 1 (Karte)            | Nach 1900                                                              | Gelber und roter Klinker, baugeschichtlich und ortsgeschichtlich von Bedeutung | 09288226 |
| Weitere Bilder                          | Denkmal für die Gefallenen des Ersten Weltkrieges, gewidmet vom Turn- und Rettungsverein, sowie Denkmal für die Gefallenen des Ersten Weltkrieges mit Gedenkstein für die Gefallenen von 1870/71 | Mulkwitzer Weg (Karte)       | Nach 1871 (Platte); nach 1918 (Kriegerdenkmal und Postament mit Adler) | Ortsgeschichtlich von Bedeutung | 09288242 |
| Weitere Bilder                          | Kapelle und 60 sorbische Grabsteine auf dem Friedhof | Mulkwitzer Weg 92e (Karte)   | Um 1930                                                                | Bau- und ortsgeschichtlich von Bedeutung. Östlich des heutigen Friedhofes befand sich der alte Friedhof von Rohne, welcher 1863 angelegt und kurz nach dem Ersten Weltkrieg geschlossen wurde. Von dieser alten Friedhofsanlage blieben mehr als 60 Grabsteine aus den Jahren 1873 bis 1919 erhalten (fast alle Inschriften in sorbischer Sprache). Im Jahr 2010 wurden zwölf dieser Grabsteine als Gedenkstätte neu errichtet. | 09300105 |
| Direkt Bild zu diesem Denkmal hochladen | Wohnhaus und drei Seitengebäude eines Vierseithofes | Spremberger Weg 65 (Karte)   | Nach 1900                                                              | Baugeschichtlich und wirtschaftsgeschichtlich von Bedeutung | 09288228 |
| Direkt Bild zu diesem Denkmal hochladen | Wohnhaus und drei Seitengebäude eines Vierseithofes | Spremberger Weg 71 (Karte)   | Um 1900                                                                | Klinker, baugeschichtlich und wirtschaftsgeschichtlich von Bedeutung | 09288236 |
| Direkt Bild zu diesem Denkmal hochladen | Wohnhaus eines Bauernhofes | Spremberger Weg 72 (Karte)   | Um 1900                                                                | Gelber mit rotem Klinker, baugeschichtlich von Bedeutung | 09288237 |
| Direkt Bild zu diesem Denkmal hochladen | Wohnhaus eines Bauernhofes | Trebendorfer Weg 17 (Karte)  | Um 1850                                                                | Baugeschichtlich von Bedeutung | 09288232 |
| Direkt Bild zu diesem Denkmal hochladen | Schulgebäude mit hinterem Anbau | Trebendorfer Weg 20 (Karte)  | 1898                                                                   | Ortsgeschichtlich von Bedeutung | 09288231 |
| Direkt Bild zu diesem Denkmal hochladen | Wohnhaus und drei Seitengebäude eines Vierseithofes | Trebendorfer Weg 117 (Karte) | Ende 19. Jahrhundert                                                   | Klinker, baugeschichtlich und wirtschaftsgeschichtlich von Bedeutung | 09288243 |
| Direkt Bild zu diesem Denkmal hochladen | Wohnhaus und Seitengebäude eines Dreiseithofes | Trebendorfer Weg 119 (Karte) | Um 1900                                                                | Baugeschichtlich und wirtschaftsgeschichtlich von Bedeutung | 09288230 |

## Streichungen von der Denkmalliste (Rohne)
| Bild                                    | Bezeichnung                                                  | Lage                                               | Datierung                 | Beschreibung | ID       |
| --------------------------------------- | ------------------------------------------------------------ | -------------------------------------------------- | ------------------------- | --- | -------- |
| Weitere Bilder                          | Schrotholzwohnhaus                                           | Schäferstraße 85 (Flur 1, Flurstück 116/1) (Karte) | 1. Hälfte 19. Jahrhundert | Regionaltypischer Bau, bau- und sozialgeschichtlich von Bedeutung. Zwischen 2014 und 2016 abgerissen.                                | 09288244 |
| Direkt Bild zu diesem Denkmal hochladen | Wohnhaus und drei Seitengebäude eines Vierseithofes          | Schäferstraße 89 (Karte)                           | Anfang 20. Jahrhundert    | Gelber Klinker, baugeschichtlich von Bedeutung. Zwischen 2014 und 2019 aus der Denkmalliste gestrichen.                              | 09288245 |
| Direkt Bild zu diesem Denkmal hochladen | Wohnhaus, Scheune und zwei Seitengebäude eines Vierseithofes | Schäferstraße 90 (Karte)                           | Um 1900                   | Gelber Klinker, baugeschichtlich und wirtschaftsgeschichtlich von Bedeutung. Zwischen 2014 und 2019 aus der Denkmalliste gestrichen. | 09288246 |
| Weitere Bilder                          | Schrotholzscheune                                            | Schäferstraße 91 (Flur 8, Flurstück 177) (Karte)   | Vor 1900                  | Baugeschichtlich und wirtschaftsgeschichtlich von Bedeutung. Zwischen 2014 und 2019 aus der Denkmalliste gestrichen.                 | 09288247 |

## Tabellenlegende
- Bild: Bild des Kulturdenkmals, ggf. zusätzlich mit einem Link zu weiteren Fotos des Kulturdenkmals im Medienarchiv Wikimedia Commons. Wenn man auf das Kamerasymbol klickt, können Fotos zu Kulturdenkmalen aus dieser Liste hochgeladen werden:
- Bezeichnung: Denkmalgeschützte Objekte und ggf. Bauwerksname des Kulturdenkmals
- Lage: Straßenname und Hausnummer oder Flurstücknummer des Kulturdenkmals. Die Grundsortierung der Liste erfolgt nach dieser Adresse. Der Link (Karte) führt zu verschiedenen Kartendiensten mit der Position des Kulturdenkmals. Fehlt dieser Link, wurden die Koordinaten noch nicht eingetragen. Sind diese bekannt, können sie über ein Tool mit einer Kartenansicht einfach nachgetragen werden. In dieser Kartenansicht sind Kulturdenkmale ohne Koordinaten mit einem roten bzw. orangen Marker dargestellt und können durch Verschieben auf die richtige Position in der Karte mit Koordinaten versehen werden. Kulturdenkmale ohne Bild sind an einem blauen bzw. roten Marker erkennbar.
- Datierung: Baubeginn, Fertigstellung, Datum der Erstnennung oder grobe zeitliche Einordnung entsprechend des Eintrags in der sächsischen Denkmaldatenbank
- Beschreibung: Kurzcharakteristik des Kulturdenkmals entsprechend des Eintrags in der sächsischen Denkmaldatenbank, ggf. ergänzt durch die dort nur selten veröffentlichten Erfassungstexte oder zusätzliche Informationen
- ID: Vom Landesamt für Denkmalpflege Sachsen vergebene, das Kulturdenkmal eindeutig identifizierende Objekt-Nummer. Der Link führt zum PDF-Denkmaldokument des Landesamtes für Denkmalpflege Sachsen. Bei ehemaligen Kulturdenkmalen können die Objektnummern unbekannt sein und deshalb fehlen bzw. die Links von aus der Datenbank entfernten Objektnummern ins Leere führen. Ein ggf. vorhandenes Icon  führt zu den Angaben des Kulturdenkmals bei Wikidata.